# Michele Amari

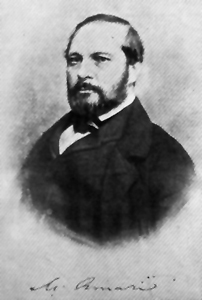
Michele Amari

Michele Benedetto Gaetano Amari (* 7. Juli 1806 in Palermo; † 16. Juli 1889 in Florenz) war ein sizilianischer Geschichtsforscher und Orientalist.

## Leben
Amari hatte kaum seine Studien begonnen, als sein Vater 1820 als Teilnehmer an einer Verschwörung erst zum Tod verurteilt, dann zu 30-jähriger Haft begnadigt wurde, und lebte fortan in sehr bedrängten Verhältnissen. Er widmete sich dem Studium der sizilischen Geschichte und veröffentlichte 1841 seine berühmte Geschichte der Sizilianischen Vesper. Die neapolitanische Polizei witterte hinter dem Buch geheime politische Tendenzen, verbot es und verhaftete den Verleger. Amari entzog sich einem gleichen Schicksal durch die Flucht und lebte bis 1848 in Paris, wo er sein Werk unter dem Titel: „La guerra del Vespro Siciliano“, das in viele Sprachen übersetzt, deutsch u. a. von Schröder (1851), neu drucken ließ.
Nach Sizilien zurückgekehrt wurde er Vizepräsident im Kriegsausschuss und ging dann als Gesandter nach Frankreich und England. In Paris veröffentlichte er die Flugschrift „La Sicile et les Bourbons“. Die Restauration trieb ihn im Sommer 1849 abermals in die Verbannung, aus welcher er erst 1859 zurückkehrte, als er den Lehrstuhl der arabischen Sprache, deren Studium er sich während seines Exils in Paris eifrig gewidmet hatte, erst zu Pisa, dann zu Florenz erhielt. Im Jahre 1860 nahm er an Garibaldis Zug der Tausend teil und leitete als dessen Minister des Auswärtigen die wichtigen Unterhandlungen mit Cavour.
Nach dem Anschluss Siziliens an das Königreich Italien zum Senator ernannt, war er zwischen 1862 und 1864 Minister des öffentlichen Unterrichts in den Kabinetten Farini und Minghetti I. Anschließend übernahm er wieder seine Professur, die er bis 1878 innehatte. 1863 wurde er zum auswärtigen Mitglied der Bayerischen Akademie der Wissenschaften ernannt, 1867 wurde er in die Accademia della Crusca, 1870 in die Königlich Dänische Akademie der Wissenschaften und 1871 in die Académie des inscriptions et belles-lettres aufgenommen. Ab 1872 war er Ehrenmitglied der Göttinger Akademie der Wissenschaften. 1873 wurde er korrespondierendes Mitglied der Russischen Akademie der Wissenschaften und 1875 Mitglied der Accademia dei Lincei.

## Schriften (Auswahl)
- La guerra del Vespro Siciliano. Baudry, Paris 1843. (Digitalisat)
  - Der sicilianische Vesperkrieg Aus d. Ital. übers. v. Victor Friedrich Lebrecht Petri. Verlags-Comptoir, Grimma und Leipzig 1852. (Digitalisat Band 1), (Band 2), (Band 3), (Band 4)
  - Johann Friedrich Schröder nach Michele Amari: Der Freiheitskampf der Italiener im Jahre 1282, genannt die sicilianische Vesper. Kollmann, Leipzig 1851. (Digitalisat Band 1)
- La Sicile et les Bourbons. Franck, Paris 1849. (Digitalisat)
- Illustrazione di due iscrizioni arabiche, delle quali possiede i gessi l'Istituto di Studi Superiori in Firenze. LeMonnier, Florenz 1875.
- Storia dei musulmani di Sicilia. 3 Bände. Le Monnier, Florenz 1854. (Digitalisat Band 1), (Band 2), (Band 3,1), (Band 3,2)
  - 2. verbesserte Auflage 1933–1939: Storia dei musulmani di Sicilia / di Michele Amari. A cura di Carlo Alfonso Nallino. Catania: Romeo Prampolini 1933–1939.
  - gekürzte Neuauflage 1942: I musulmani in Sicilia / di Michele Amari. A cura di Elio Vittorini. Milano: Bompiani 1942.
- Su le iscrizioni arabiche del palazzo regio di Messina. Salviucci, Rom 1881. (Digitalisat)
- Biblioteca Arabo-Sicula: versione italiana. Italienische Fassung, 2 Bände. Loescher, Turin/Rom 1880. (Digitalisat Band 1), (Band 2)